# Petar Kanizije
Sveti Petar Kanizije, rodnim imenom Pieter de Hondt (Nijmegen, 8. svibnja 1521. – Freiburg, 21. prosinca 1597.) bio je nizozemski isusovački svećenik, teolog i propovjednik. Katolička Crkva proglasila ga je svecem i crkvenim naučiteljem. Spomendan mu je 21. prosinca.

## Životopis
Rođen je u Nijmegenu u Nizozemskoj. Studirao je građansko i kanonsko pravo u Kolnu. Ušao je u Družbu Isusovu 1543. godine, a tri godine kasnije bio je zaređen. Po nalogu osnivača isusovaca, došao je u Rim, kako bi produbio svoju duhovnu formaciju. Nakon boravka u nekoliko gradova u Italiji, mladi svećenik poslan je u Njemačku.
Bio je učitelj i propovjednik, radio je na obnovi strukture Crkve, osnivao je sjemeništa i brojne isusovačke kolegije. S propovjedaonice je žustro branio vrijednost Katoličke Crkve koju je protestanska reformacija zanijekala. Od 1549. godine predaje na sveučilištu u Ingolstadtu u Njemačkoj. Sudjelovao je na sjednicama Tridentskog sabora, a papa ga je izabrao za svoga savjetnika. Odbio je ponudu mjesta kardinala koje mu je ponudio papa Pio V. Bio je vrlo plodan pisac. Napisao je Veliki katekizam 1555., (lat. Summa doctrinae christianae), Mali katekizam (1558.) i niz drugih teoloških djela, poput molitava, propovijedi i slično.
Umro je u Freiburgu, 21. prosinca 1597. godine.

## Djela
- Summa doctrinae christianae (1555.)
- Catechismus minimus (1558.)
- Parvus catechismus catholicorum (1558.)
- De verbi Dei corruptelis (1571.)
- De Maria Virgine (1577.)
- Notae in evangelicas lectiones (1591.-1593.)
- Meditationes (1593.)

## Štovanje
Papa Pio IX. proglasio ga je blaženim 1864. godine, a papa Pio XI. svetim i Crkvenim naučiteljem 21. svibnja 1925. godine. 

## Vanjske poveznice
Mrežna mjesta
- Bl. Petar Kanizij, Zagrebački katolički list 4-5/1865.
- Kanizije, Petar, sv., Proleksis enciklopedija
- Djela Petra Kanizija, www.documentacatholicaomnia.eu (lat.)